# 奧爾康 (密西西比州)
奧爾康（英語：Alcorn）是位於美國密西西比州克萊本縣的非建制地區。

## 歷史
奧爾康的郵局於1906年設立，其後於1954年停運。

## 地理
奧爾康所處的海拔為高於海平面82米（即269英呎），而該地所採用的時區為UTC-6，即北美中部時區（CST）。同時該地設有夏令時間，為UTC-6調快一小時，即UTC-5（CDT）。